# Apogonia glabricollis
Apogonia glabricollis är en skalbaggsart som beskrevs av Heller 1896. Apogonia glabricollis ingår i släktet Apogonia och familjen Melolonthidae. Inga underarter finns listade i Catalogue of Life.